# 木田高介
木田 高介（きだ たかすけ、1949年1月8日 - 1980年5月18日）は、鍵盤楽器、弦楽器、管楽器、打楽器など、多様な楽器を扱うミュージシャンであり、編曲家。本名は桂 重高（かつら しげたか）。

## 人物
新潟県に生まれる。母親は日本精神分析学会元会員、山王教育研究所元顧問の木田恵子。
新潟県立新潟高等学校を経て（2年の2学期まで）、和光高校を卒業後、東京藝術大学音楽学部打楽器科に入学。大学在学中に、ジャックスに参加した。ジャックス解散後は、編曲家となり、「出発の歌」（上條恒彦）、「神田川」（かぐや姫）、「私は泣いています」（りりィ）、「結婚するって本当ですか」（ダ・カーポ）など数々のヒット曲を手掛ける。
1975年から1980年の間ザ・ナターシャー・セブンに参加した。その後、ソロ活動を始めた矢先、自動車を運転中にスピードの出し過ぎでガードレールに突っ込み、乗っていたスタッフと共に死去した。
ザ・ナターシャー・セブンに参加していた頃は木田たかすけと称していた。

## 活動の記録

### 1967年 - 1969年 ジャックス
1967年、早川義夫をリーダーとするジャックスに参加。ドラム、サックス、フルート、ヴィブラフォンを担当。

### 1969年 - 1974年 編曲家
ジャックス解散後は、六文銭に一時在籍した後、CBSソニー、東芝EMIを中心にアレンジ、プロデュース業を幅広く手掛ける。
手がけたミュージシャンには五つの赤い風船、フォーリーブス、かぐや姫、バンバン、山室英美子（トワ・エ・モワ）など。初期のジャックスや五つの赤い風船に於いてはヴィブラフォンをフィーチャーした夢幻的なサウンドが印象的であるが、りりィのデビューアルバムをプロデュースするあたりからリリカルなオーケストレーションも特色となる。りりィの初期4枚の仕事はプロデュース、アレンジ、バックバンドバイバイ・セッション・バンドのドラムス担当としてほぼ全権を担っている。
また、以下の映画音楽も担当している。
- 戦争を知らない子供たち（1973年5月12日、東宝映画）
- 妹（1974年8月14日、日活）

また、田宮二郎が国際線旅客機の機長に扮して一世を風靡したTBS系テレビドラマ「白い滑走路」の音楽を担当したり、渥美清が主演した読売テレビ制作テレビドラマ「こんな男でよかったら」（渥美清自身の歌唱）の同名主題歌の作曲を高石ともやと共に担当し、アレンジも手掛けた。

### 1975年 - 1980年 ザ・ナターシャー・セブン
高石ともやとザ・ナターシャー・セブンに、アレンジャーとして応援参加の後、レコード会社の方針により1975年から正式メンバーとなる。ベース・パーカッション・ピアノ等を担当した。
それまでの仕事とはかなり趣の違うブルーグラス、マウンテンミュージックを手掛けることとなった。派生ユニットとして自切俳人とヒューマンズー（ザ・ナターシャー・セブン、北山修、杉田二郎で構成。これにダウン・タウン・ブギウギ・バンドが加わると「JDSN」となる）としても活動。「マイ・ソング」では全編、音をわざと外したアレンジでファンを笑わせた。

### ソロ活動の再開と死
約5年余りを務めた後、脱退。ソロ活動を再開し、フュージョンテイストのリーダー・アルバムを発表したが、1980年5月18日、山梨県の河口湖沿いにて車を運転中に事故を起こし、同乗していた阿部晴彦と共に死去、31歳だった。
事故から約1ヶ月後の1980年6月29日、日比谷野外音楽堂で「木田高介・阿部晴彦追悼コンサート」が開かれ、1万人近くのファンが集まった。この日は明け方には地震があり一日中、雨模様であった。北山修（自切俳人）が泣きながら「帰って来たヨッパライ」を、オフコースは「いつもいつも」をアカペラで、吉田拓郎は「アジアの片隅で」を披露した。またかぐや姫は一日限り再結成した。
参加ミュージシャンは以下の通り：
ザ・ナターシャー・セブン（高石・坂庭・城田と石川鷹彦）、オフコース（小田・鈴木・大間・清水・松尾）、かぐや姫（南・伊勢・山田）、風（伊勢・大久保）、五つの赤い風船（西岡・長野・東・藤原）、吉田拓郎、小室等、遠藤賢司、斉藤哲夫、下田逸郎、かまやつひろし、イルカ、りりィ（国吉良一+土屋昌巳）、はしだのりひこ、ダ・カーポ、山本コウタロー、五輪真弓、加川良、沢田聖子、ダウン・タウン・ファイティング・ブギウギ・バンド（坂庭の弟も出演）、金子マリとバックスバニー、チャー、スピードウェイ、スクランブル・エッグ、上条恒彦、倍賞千恵子、吉川忠英、瀬尾一三、岡本おさみ、喜多条忠。

#### エピソード
木田の葬儀に参列した五輪真弓が木田の妻の悲嘆ぶりを目の当たりにし、それを基にして作った楽曲が彼女の代表作となる「恋人よ」であった。
映画音楽を担当した「妹」で、最終的には仕事を置いたまま失踪してしまい、吉田拓郎のディレクターだった陣山俊一から急遽呼び出された松任谷正隆が3日間で対応した。

## ディスコグラフィ

### アルバム
| 発売日        | 規格         | 規格品番    | アルバム |
| URCレコード   | URCレコード  | URCレコード | URCレコード |
| ------------- | ------------ | ----------- | --- |
| 1970年11月    | LP           | URG-4003    | 溶け出したガラス箱 |
| EPIC・ソニー  |              |             | |
| 1980年4月21日 | LP           | 25-3H-14    | DOG'S MAP & CAT'S MAP ※ 作曲・編曲はすべて木田高介 Side:A 1. Here's Another Morning（作詞：Marco Bruno） 2. Ice Cream On The Road 3. Kiss Kalaburi 4. City Born Woman（作詞：Marco Bruno） Side:B 1. Dog's Map And Cat's Map 2. Is That All There Is To Life（作詞：Marco Bruno） 3. Hippu To Hippu To Hippu To 4. Teleportation In The Bright Noon |
| 2018年10月1日 | Blu-spec CD2 | DQCL-726    | DOG'S MAP & CAT'S MAP ※ 作曲・編曲はすべて木田高介 Side:A 1. Here's Another Morning（作詞：Marco Bruno） 2. Ice Cream On The Road 3. Kiss Kalaburi 4. City Born Woman（作詞：Marco Bruno） Side:B 1. Dog's Map And Cat's Map 2. Is That All There Is To Life（作詞：Marco Bruno） 3. Hippu To Hippu To Hippu To 4. Teleportation In The Bright Noon |

#### オムニバスアルバム
- 木田高介アンソロジー～どこへ（2011年11月23日、Solid Records、CDSOL-1456）-　木田高介関連の楽曲42曲を2枚組CDにまとめて、デジタル・リマスタリング盤で出したもの。

## 関係ミュージシャン
- 高石ともや
- 坂庭省悟
- 城田じゅんじ
- 諸口あきら
- 早川義夫
- 吉田拓郎
- かぐや姫
- 南こうせつ
- イルカ
- 沢田聖子
- ジャックス
- 五つの赤い風船
- フォーリーブス
- バンバン
- りりィ
- 北山修
- 杉田二郎
- 宇崎竜童
- チューリップ
- ダ・カーポ
- 五輪真弓